# Oliver Twist, Jr.
Pour les articles homonymes, voir Oliver Twist (homonymie).

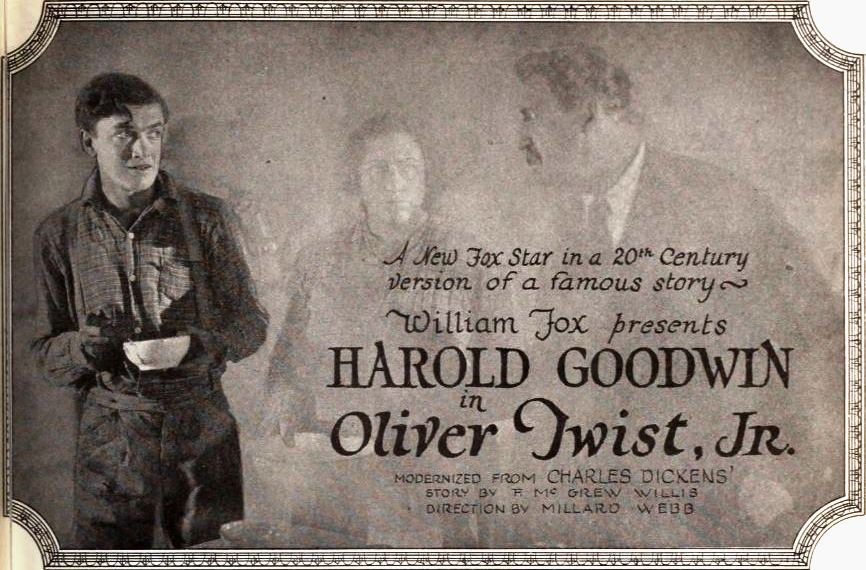
Annonce pour le film dans Exhibitors Herald.

Oliver Twist, Jr. est un film américain réalisé par Millard Webb et sorti en 1921.

## Synopsis
L'histoire est basée sur le roman Oliver Twist de Charles Dickens, dont l'action a été transposée dans la ville de New York.

## Fiche technique
- Réalisation : Millard Webb
- Scénario : F. McGrew Willis d'après le roman de Charles Dickens
- Producteur : William Fox
- Photographie : William C. Foster
- Genre : Mélodrame[3]
- Production : Fox Film Corporation
- Durée : 50 minutes
- Date de sortie : 13 mars 1921

## Distribution

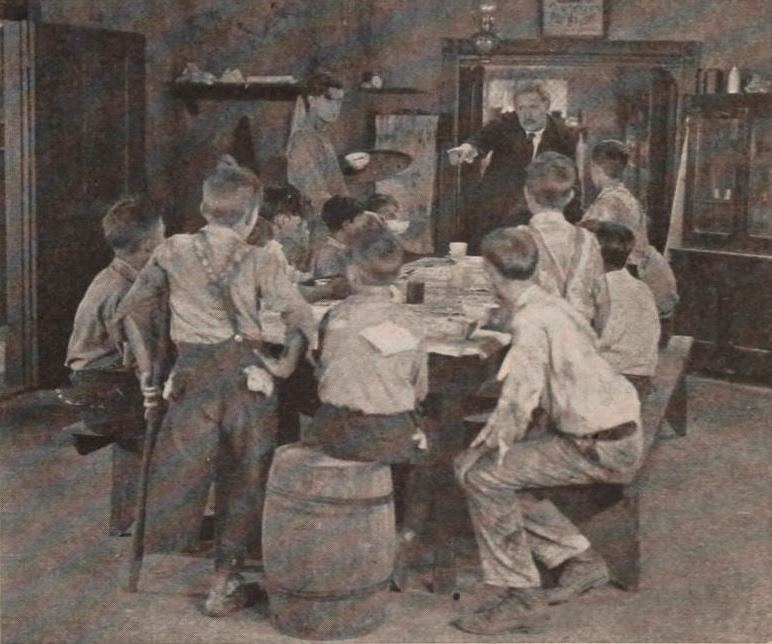
Une scène du film.

- Harold Goodwin : Oliver Twist, Jr.
- Lillian Hall : Ruth Norris
- George Nichols : le maître d'école
- Harold Esboldt : Dick
- Scott McKee : Artful Dodger
- Clarence Wilson : Fagin
- G. Raymond Nye : Bill Sykes
- Hayward Mack : Monks
- Pearl Lowe : Mrs. Morris
- George Clair : James Harrison
- Fred Kirby : Judson
- Irene Hunt : Nancy